# Primers centres de la cristiandat
El cristianisme primitiu (generalment es considera el període des del seu origen fins al 325) s'estengué des de la Mediterrània Oriental per tot l'Imperi Romà i més enllà, arribant tant a l'est com a l'Índia. Originàriament, aquesta progressió estava estretament connectada amb els ja establerts centres jueus, a Terra Santa i a la diàspora jueva. Els primers seguidors del cristianisme eren jueus o prosèlits bíblics, normalment coneguts com a judeocristians o temerosos de Déu.
Les Seus Apostòliques reclamen haver estat fundades per un o més dels Apòstols de Jesús, que hom diu que es dispersaren des de Jerusalem en algun moment després de la crucifixió de Jesús (c. 26-36), probablement després de la Gran Comissió. Els primers cristians es reuniren en petites cases privades, coneguts com a «esglésies de les cases», però tota la comunitat cristiana d'una ciutat també seria denominada «església»; el substantiu grec ἐκκλησία significa literalment 'assemblea, reunió o congregació', però es tradueix com 'església' en la majoria de les traduccions del Nou Testament.
Molts d'aquests primers cristians eren comerciants i d'altres que tenien raons pràctiques per viatjar fins al nord d'Àfrica, Àsia Menor, Aràbia, Grècia i a altres llocs. Més de 40 d'aquestes comunitats s'establiren l'any 100, molts a Anatòlia, com les set esglésies d'Àsia. Cap al final del primer segle, el cristianisme ja s'havia estès a Roma, a l'Índia i a les principals ciutats d'Armènia, Grècia i Síria, servint com a base per a la difusió àmplia després, amb el temps, a tot el món.

## Imperi Romà d'Orient

### Jerusalem

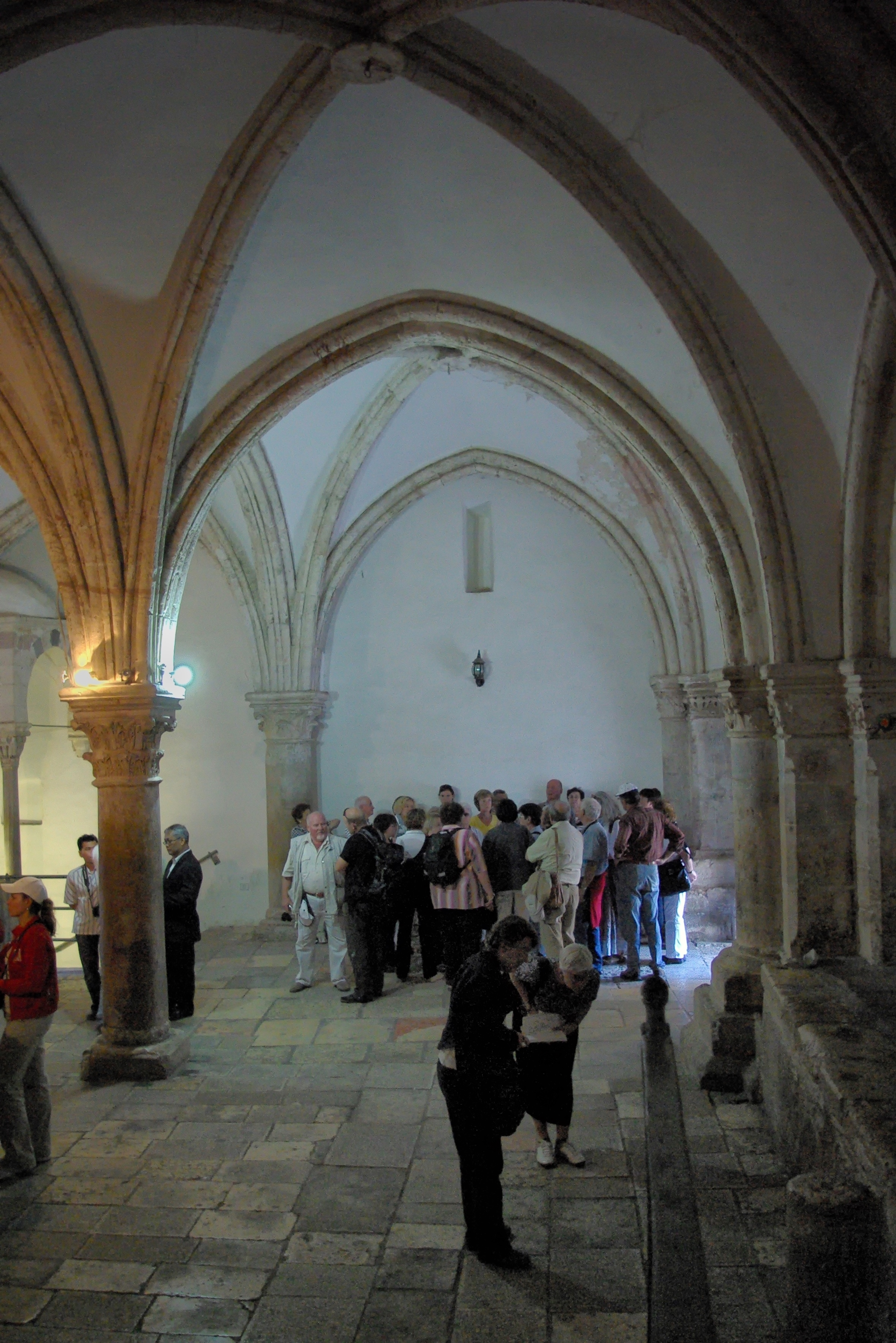
El Cenacle al Mont Sió, lloc que reclama ésser el lloc del Sant Sopar i pentecosta. Barbil Pixner afirma que l'original Església primitiva es troba sota l'estructura actual.

Un diagrama de la basílica del Sant Sepulcre basat en un documental alemany. L'església afirma que és el lloc del passió de Jesús i la tomba de Jesús.

Jesús i els seus Apòstols, i els primers seguidors, essent jueus o jueus prosèlits, viatjaren des de Galilea fins al Temple de Jerusalem (c. 33), moment en què la ciutat estava sota l'ocupació romana com a part de la província de Judea. Després d'un incident al Temple, Jesús fou crucificat a Jerusalem en un lloc anomenat Gòlgota. Al tercer dia fou ressuscitat, s'aparegué després als seus deixebles i a continuació ascendí al cel.
Jerusalem fou el primer centre de l'Església, segons el llibre de Fets dels Apòstols; i d'acord amb l’Enciclopèdia Catòlica, la ubicació de la primera església cristiana. Els Apòstols visqueren i ensenyaren allà durant algun temps després de pentecosta. El germà de Jesús, Jaume el Just, era un líder de l'Església, i els seus altres parents (com el seu altre germà, Simeó I de Jerusalem) ocuparen càrrecs de lideratge després de la destrucció de la ciutat fins a la seva reconstrucció com Èlia Capitolina (c. 130), quan els jueus foren expulsats de la ciutat. Aproximadament el 50 dC, Bernabé i Pau anaren a Jerusalem per reunir-se amb les «columnes de l'Església»: Jaume, Pere i Joan. Més endavant, l'anomenat Concili de Jerusalem, entre altres coses, confirmà la legitimitat de la missió de Bernabé i de Pau als gentils, i la llibertat dels gentils conversos sobre la majoria de la llei mosaica, sobretot la circumcisió, que era repulsiva per a la ment hel·lènica. Així doncs, el Decret Apostòlic (Fets 15:19-21) pot ser un acte de diferenciació important de l'Església des de les seves arrels jueves (el primer acte important és el rebuig de Jesús com a Messies), tot i que el decret pot ser simplement paral·lel a les Set lleis dels fills de Noè i, per tant, ser un element comú en comptes d'una diferència.
Ja quan Pere sortí de Jerusalem després que Herodes I Agripa tractés de matar-lo, Jaume aparegué com l'autoritat principal. Climent d'Alexandria (c. 150-215) el nomenà bisbe de Jerusalem. L'historiador de l'Església del segon segle, Hegèsip de Jerusalem, escrigué que el Sanedrí el martiritzà l'any 62 dC.
L'any 66 dC els jueus es rebel·laren contra Roma. Roma assetjà Jerusalem durant quatre anys, i la ciutat caigué l'any 70 dC. La ciutat fou destruïda, incloent-hi el Temple, i la població en la seva majoria morí o fou dispersada. Tanmateix, d'acord amb Epifani, el Cenacle sobrevisqué almenys fins a la visita d'Hadrià l'any 130 dC. Una població dispersa sobrevisqué. Tradicionalment es creu que els cristians de Jerusalem esperaven les guerres judeo-romanes a Pella, a la Decàpolis. El Sanedrí es traslladà a Jàmnia. Les profecies de destrucció del Segon Temple es troben als sinòptics, sobretot al discurs de les oliveres.
Al segle ii, Hadrià reconstruí Jerusalem com una ciutat pagana anomenada Èlia Capitolina, erigí estàtues de Júpiter] i de si mateix al lloc on hi havia el temple jueu. Bar Kokhebà intentà una rebel·lió, però els cristians es negaren a reconèixer-lo com un messies. quan Bar Kokhebà fou derrotat, Adrià prohibí l'entrada dels jueus a la ciutat, a excepció del dia de Tisha b'Av, per tant, els bisbes de Jerusalem posteriors serien gentils per primera vegada.
El significat general de Jerusalem per als cristians entrà en un període de declivi durant la persecució dels cristians a l'Imperi Romà, però es reprengué de nou amb la peregrinació d'Helena (la mare de Constantí el Gran) a Terra Santa (c. 326-328). Segons l'historiador de l'Església Sòcrates Escolàstic, Helena (amb l'assistència del bisbe Macari de Jerusalem) afirmà haver trobat la creu de Crist, després de la demolició d'un temple a Venus (atribuït a Hadrià) que havia estat construït sobre el lloc. Jerusalem havia rebut un reconeixement especial al Cànon VII de Nicea el 325. La data de fundació tradicional de la Germandat del Sant Sepulcre (que protegeix els llocs sants cristians a Terra Santa) és el 313, que correspon amb la data de l'Edicte de Milà que legalitzà el cristianisme a l'Imperi Romà. Jerusalem més endavant fou anomenada com una de les Pentarquia, però això no fou acceptat mai per l'Església de Roma.

### Antioquia

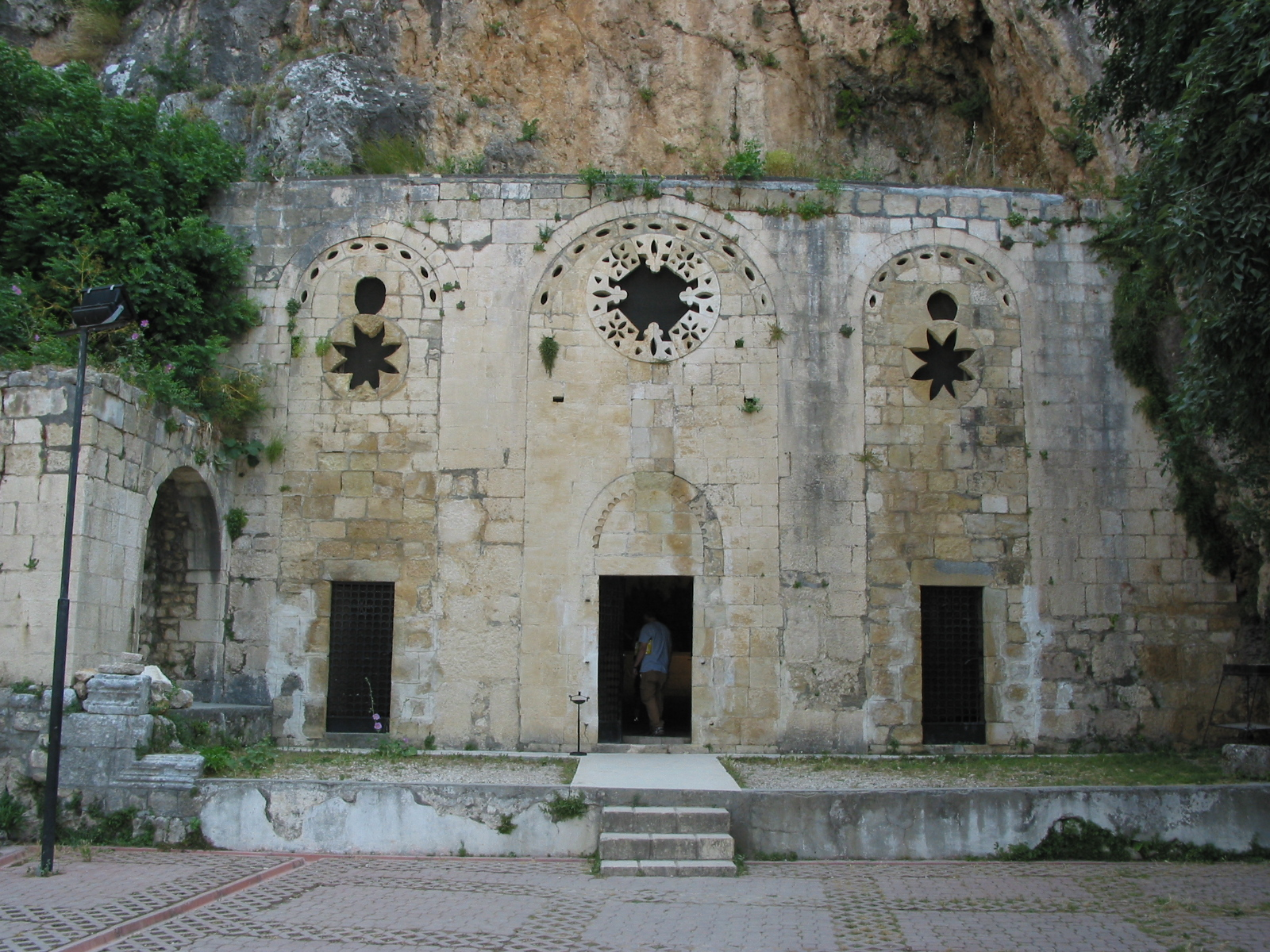
L'església de Sant Pere, prop d'Antioquia, Turquia, es creu que fou el lloc on Pere predicà per primera vegada l'Evangeli a l'Antioquia romana.

Antioquia, un centre important de la Grècia hel·lenística i la tercera ciutat més important de l'Imperi Romà, aleshores formava part de la província de Síria; avui està en ruïnes prop d'Antioquia, a Turquia. La ciutat fou el lloc on els seguidors de Jesús se'ls anomenà per primera vegada cristians, i també és la ubicació de l'Incident d'Antioquia. Fou el lloc d'una església primitiva, tradicionalment es creu que fou fundada per Pere, qui és considerat el seu primer bisbe. L'Evangeli segons Mateu i les Constitucions Apostòliques pogueren haver estat escrits allà. El pare de l'Església Ignasi d'Antioquia fou el seu tercer bisbe. L'Escola d'Antioquia, fundada el 270, fou un dels dos centres principals d'aprenentatge de l'església primitiva. Els evangelis curetonians i el siríac Sinaiticus són dos tipus de text del Nou Testament associats amb el cristianisme sirià. Fou un dels tres bisbats que foren reconeguts al Primer Concili de Nicea (325) com exercint jurisdicció sobre els territoris adjacents.

### Alexandria
Alexandria, al delta del Nil, fou fundada per Alexandre el Gran. Les seves famoses biblioteques foren un centre d'aprenentatge hel·lenístic. La traducció de la Septuaginta de l'Antic Testament començà allà i el tipus de text alexandrí és reconegut pels estudiosos com un dels tipus més antics del Nou Testament. Tenia una població jueva significativa, de la qual Filó d'Alexandria és probablement el seu autor més conegut. Produí una escriptura superior i pares de l'Església notables com Climent, Orígenes i Sant Atanasi, també foren notables els propers Pares del Desert. Cap al final de l'època, Alexandria, Roma i Antioquia s'atorgaven autoritat sobre els bisbats metropolitans propers. El Concili de Nicea al Cànon VI afirmà l'autoritat tradicional d'Alexandria sobre Egipte, Líbia i la Pentàpolis (Àfrica del Nord) (la diòcesi d'Egipte) i probablement concedí a Alexandria el dret de declarar una data universal per a l'observança de la Pasqua. Alguns postulen, tanmateix, que Alexandria no era un centre del cristianisme, sinó de les sectes gnòstiques de bases cristianes.

### Àsia Menor

Mapa de l'Anatòlia Occidental en què es mostren les set esglésies d'Àsia i l'illa grega de Patmos.

La tradició de Joan l'Apòstol era forta a Anatòlia (la part de l'Orient Pròxim, de la Turquia moderna, la part occidental era anomenada la província romana d'Àsia). L'autoria dels escrits joànics tradicionalment i plausible es produí a Efes, c. 90-110, tot i que alguns estudiosos defensen un origen sirià. Segons el Nou Testament, l'apòstol Pau era de Tars (al centre-sud d'Anatòlia) i els seus viatges missioners foren principalment en aquest lloc. L'Apocalipsi, que hom creu que fou escrit per Joan de Patmos (Patmos és una illa grega que es troba aproximadament a 30 milles de la costa d'Anatòlia), menciona les set esglésies d'Àsia. La Primera carta de Pere (1 Pere 1:1-2) es dirigeix a les regions d'Anatòlia. A la costa sud-est de la mar Negra, el Pont fou una colònia grega mencionada tres vegades al Nou Testament. Els habitants del Pont foren alguns dels primers conversos al cristianisme. Plini el Jove, governador el 110, a les seves cartes es refereix als cristians del Pont. De les cartes existents d'Ignasi d'Antioquia considerades autèntiques, cinc de set són dirigides a les ciutats d'Anatòlia, la sisena és a Policarp d'Esmirna. Esmirna fou la llar de Policarp, bisbe que coneixia l'apòstol Joan personalment, probablement conegué allà el seu futur alumne Ireneu de Lió. També es creu que Pàpies de Hieràpolis fou un estudiant de Joan l'Apòstol. Al segle segon, Anatòlia fou la llar del Quartodecimanisme, el Montanisme, Marció i Melitó de Sardes, qui registrà un cànon bíblic cristià primitiu. Després de la crisi del segle iii, Nicomèdia esdevingué la capital de l'Imperi Romà d'Orient el 286. El Sínode d'Ancira es realitzà el 314. L'any 325 l'emperador Constantí I el Gran convocà el Primer Concili de Nicea l'any 330 i traslladà la capital de l'imperi reunificat a Bizanci (també un centre cristià nou i justament a l'altra banda del Bòsfor des d'Anatòlia; més endavant la ciutat fou anomenada Constantinoble), conegut com l'Imperi Romà d'Orient, que durà fins al 1453. Els primers set concilis ecumènics es dugueren a terme sia a l'Anatòlia occidental o a l'altra banda del Bòsfor, a Constantinoble.

### Cesarea

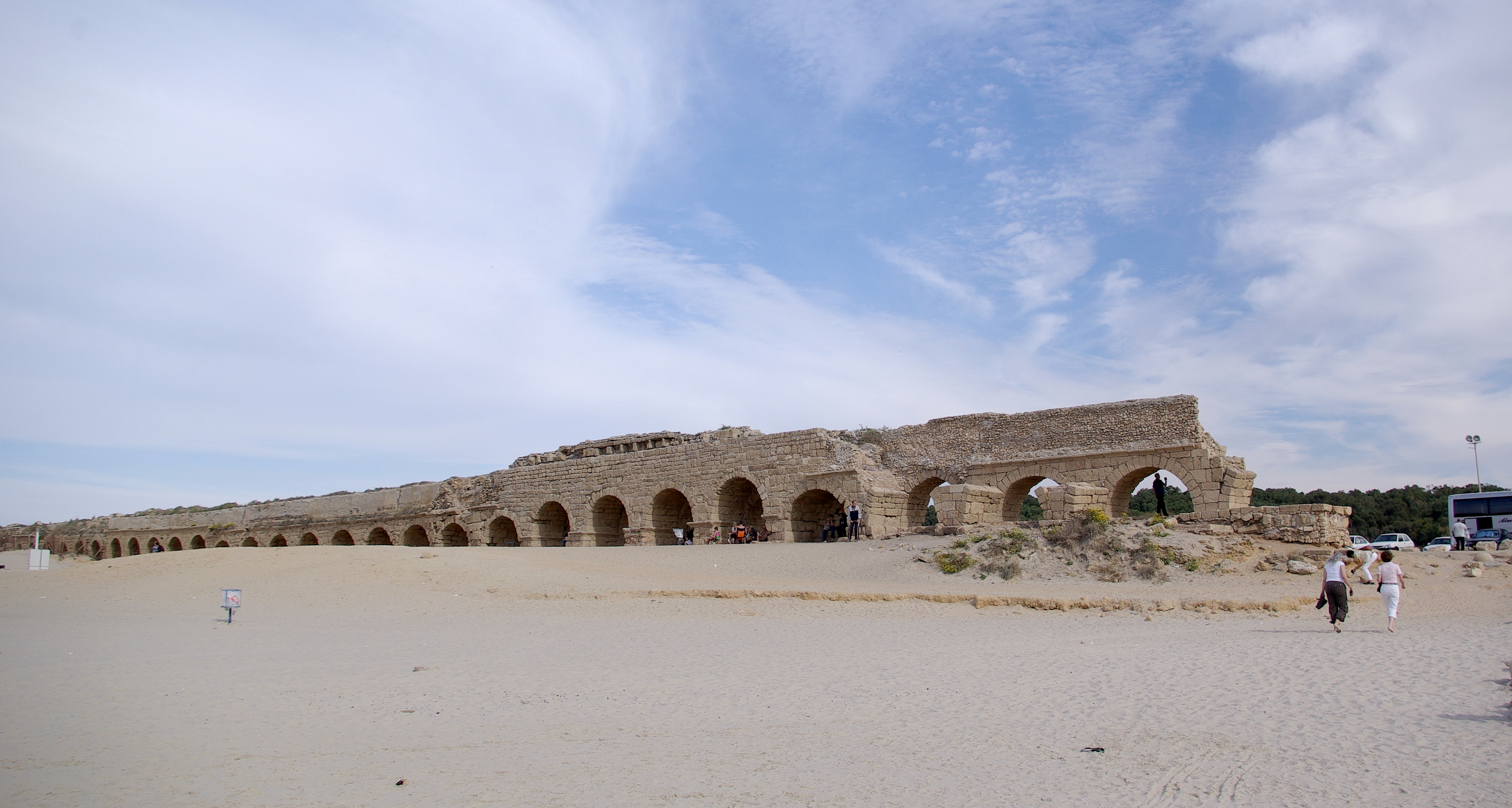
Restes de l'antic aqüeducte romà a Cesarea Marítima.

Cesarea, a la costa just al nord-oest de Jerusalem, en un principi Cesarea Marítima, a continuació, després del 133, Cesarea Palæstina, fou construïda per Herodes el Gran (c. 25-13 aC) i fou la capital de la província de Judea (6-132) i més endavant de Palæstina Prima. Fou allà on Pere batejà el centurió Corneli, considerat el primer gentil convertit. Pau buscà també refugi allà, un cop que s'allotjà a casa de Felip, i més endavant fou empresonat durant dos anys (57-59). Les Constitucions Apostòliques afirmen que el primer bisbe de Cesarea fou Zaqueu, però l' Enciclopèdia Catòlica afirma que «(...) no hi ha constància de cap bisbe de Cesarea fins al segle segon. A finals d'aquest segle s'hi celebrà un concili per regular la celebració de la Pasqua». D'acord amb un altre article de l'Enciclopèdia Catòlica, després del setge de Jerusalem per Hadrià (c. 133), Cesarea es convertí en la seu metropolitana, amb el bisbe de Jerusalem com un dels seus sufraganis. Orígenes compilà allà la seva Hexapla i mantingué una famosa biblioteca i l'escola teològica, Pàmfil (m. 309) fou un notable i erudit sacerdot. Gregori Taumaturg (m. 270), Basili de Cesarea (m. 379) i Jeroni d'Estridó (m. 479) visitaren i estudiaren en aquesta biblioteca, que fou destruïda més tard, probablement pels perses el 614 o pels sarraïns el 637. El primer gran historiador de l'Església, Eusebi de Cesarea, fou el seu bisbe (c. 314-339). Fenton John Anthony Hort i Adolf von Harnack han sostingut que el Credo de Nicea s'originà a Cesarea. El tipus de text cesari és reconegut per molts erudits textuals com un dels tipus més antics del Nou Testament.

### Xipre

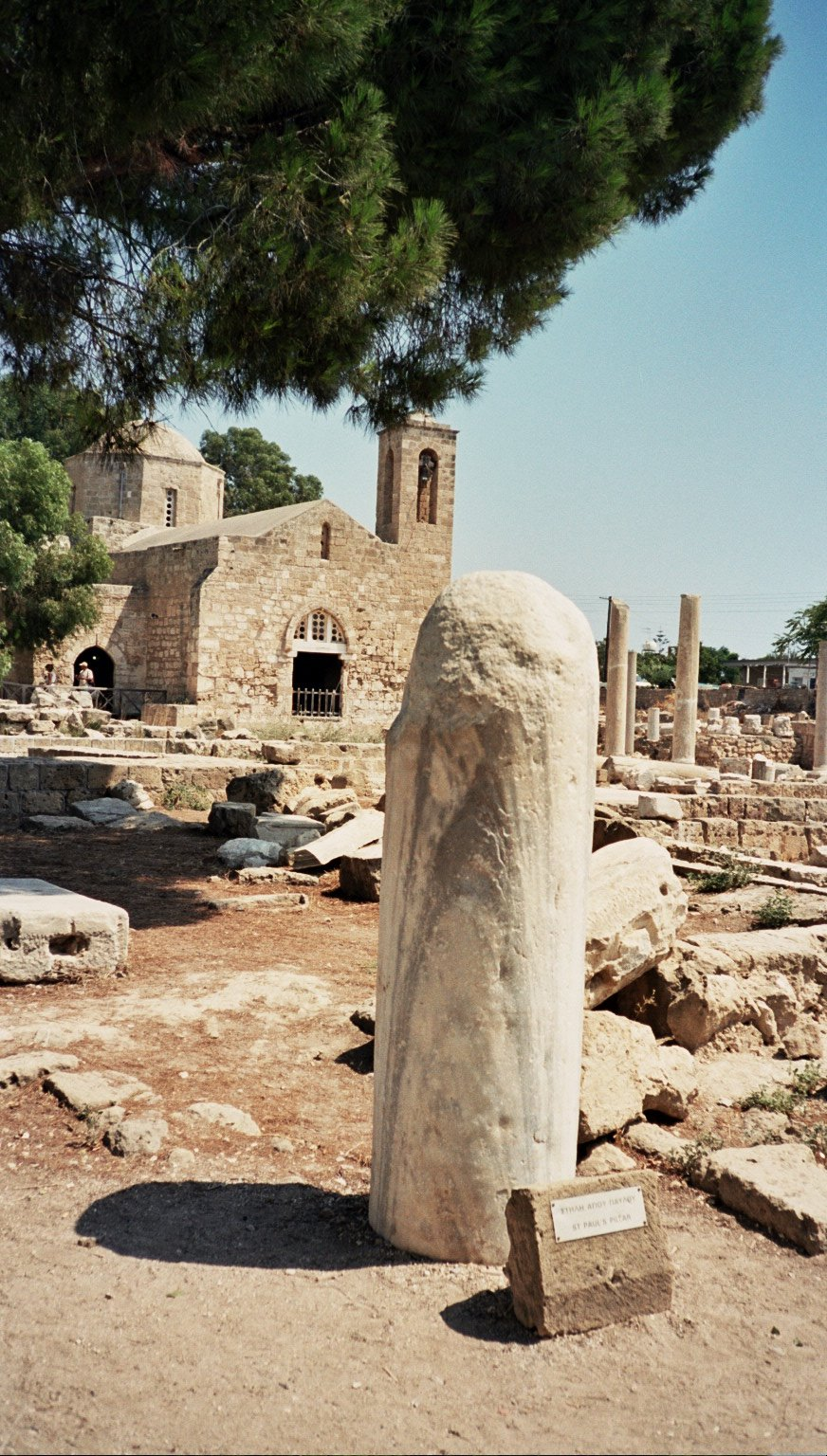
Pilar de Sant Pau a Pafos.

Pafos fou la capital de l'illa de Xipre durat l'època romana i la base del comandant romà. L'any 45 dC els apòstols Pau i Bernabé (d'acord amb l'Enciclopèdia Catòlica, «un natiu de l'illa») arribaren a Xipre i arribaren a Pafos per predicar sobre la Paraula de Crist, segons Fets 13:4-13. Segons Fets, els apòstols foren perseguits pels romans, però finalment aconseguiren convèncer el comandant romà Sergi Paule a renunciar a la seva antiga religió a favor del cristianisme. Bernabé s'identifica tradicionalment com el fundador de l'Església Ortodoxa Xipriota.

### Damasc

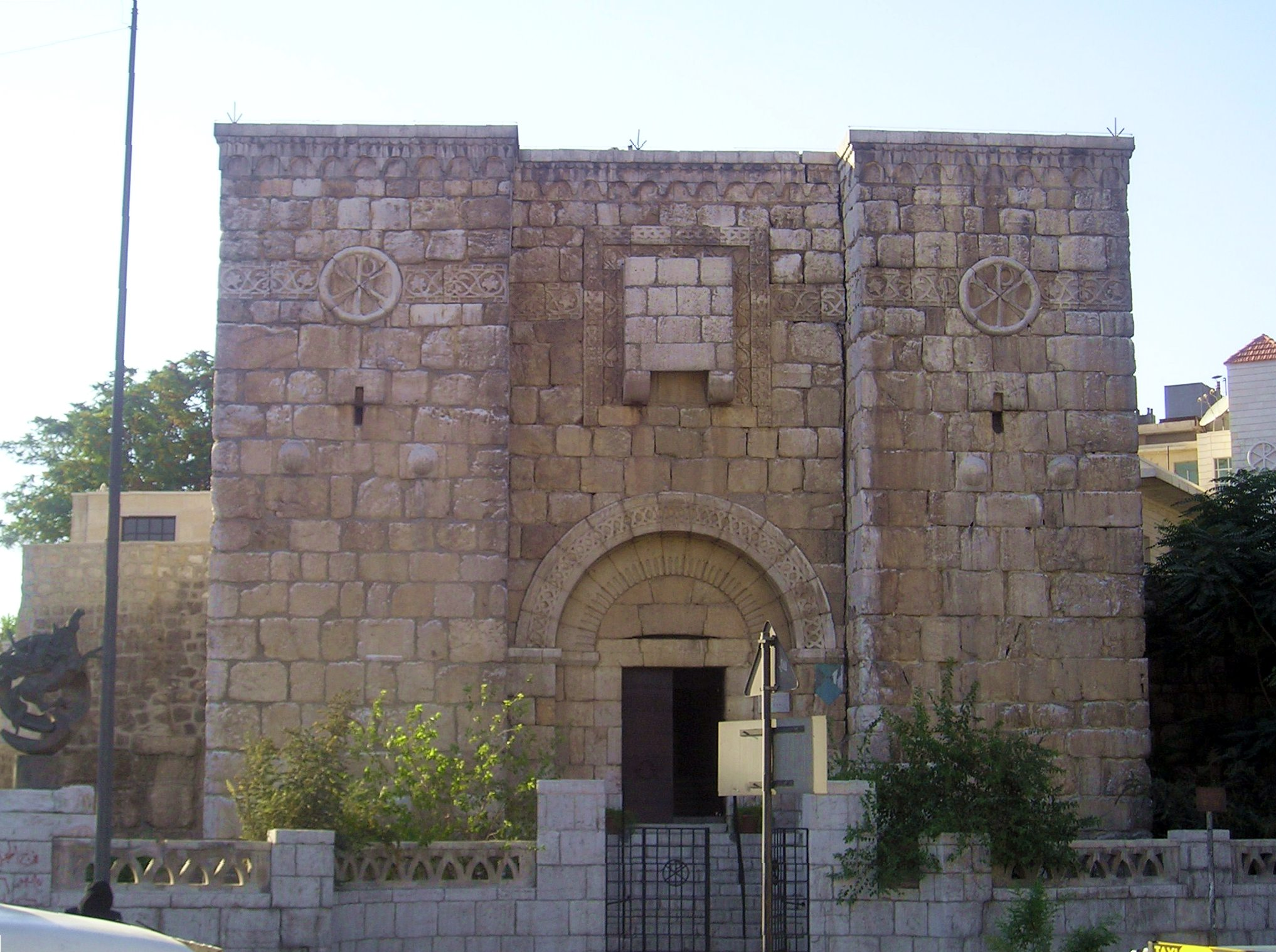
La Capella de Sant Pau, des d'on Pau escapà de la ciutat de Damasc.

Damasc és la capital de Síria i s'afirma que és la ciutat més antiga contínuament habitada al món. Segons el Nou Testament, l'apòstol Pau es convertí en el camí a Damasc. En tres ocasions (Fets 9:1-20, 22:1-22, 26:1-24) ell descriu com, encapçalant els que l'acompanyaven, fou cegat per una llum; entrà a Damasc, on recobrà la vista per un deixeble anomenat Ananies (qui, d'acord amb l'Enciclopèdia Catòlica, es creu que fou el primer bisbe de Damasc) i després fou batejat.

### Grècia
Tessalònica, la principal ciutat del nord de Grècia on hom creu que el cristianisme fou fundat per Pau, per tant una Seu Apostòlica, i les regions circumdants de Macedònia, Tràcia Occidental i Oriental i l'Epir; també estenent-se als estats veïns dels Balcans d'Albània i Bulgària, foren els primers centres del cristianisme. Destaquen les epístoles de Pau als Tessalonicencs i als Filipencs, que es consideren sovint el primer contacte del cristianisme amb Europa. El pare apostòlic Policarp d'Esmirna escrigué una carta als Filipencs, c. 125.
Nicòpolis era una ciutat a la província romana d'Epirus Vetus, avui dia una ruïna a la part nord de la costa grega occidental. Segons l'Enciclopèdia Catòlica, Sant Pau tenia la intenció d'anar allà (Titus 3:12) i és possible que àdhuc llavors comptés amb alguns cristians entre la seva població; Orígenes (c. 185-254) hi visqué durant un temps (Eusebi, Història de l'Església VI.16).
L'Antiga Corint, actualment en ruïnes prop de la Corint moderna al sud de Grècia, era un centre primerenc del cristianisme. Segons l'Enciclopèdia Catòlica, Sant Pau predicà amb èxit a Corint, on visqué a casa d'Aquil·la i Priscila (Fets 18:1), on Silas i Timoteu aviat se li uniren. Després de la seva partida fou reemplaçat per Apol·lo, que havia estat enviat des d'Efes per Priscila. L'apòstol visità Corint almenys una vegada més. Ell escrigué als Corintis al 57 des d'Efes, i després des de Macedònia el mateix any, o el 58 segons d'altres. La famosa carta de Sant Climent de Roma a l'església de Corint el 96 dC mostra l'evidència més primerenca en relació amb la primacia eclesiàstica de l'Església Romana. A més de Sant Apol·lo, Lequien (II, 155) menciona quaranta-tres bisbes: entre ells Sant Sòstenes, el deixeble de Sant Pau, Sant Dionís; Pau, germà de Sant Pere.
Atenes, la capital i ciutat més gran de Grècia, fou visitada per Pau. Segons l'Enciclopèdia Catòlica Pau arribà a Atenes des de Berea de Macedònia, probablement venint per mar i desembarcant a El Pireu, el port d'Atenes. Això fou vers el 53 dC. Havent arribat a Atenes, tot seguit envià Silas i Timoteu, que s'havien quedat enrere a Berea. A l'espera de l'arribada d'ells, ell es quedà a Atenes, visitant la ciutat idòlatra, i freqüentant la sinagoga. Sembla que es formà ràpidament una comunitat cristiana, tot i que durant un temps considerable no tenia cap quantitat de membres prou grossa. La tradició popular nomena Dionís l'Areopagita com el primer cap i bisbe dels atenencs cristians. Una altra tradició, tanmateix, dona aquest honor a Hieroteu. Els successors del primer bisbe no eren tots els atenencs per llinatge. Estan catalogats com Narkissos, Publi i Quadrat. Narkissos s'afirma que prové de Palestina, i Publi de Malta. En algunes llistes Narkissos és omès. Quadrat és venerat per haver contribuït a la literatura cristiana primitiva escrivint una apologia, dirigida a l'emperador Hadrià. Això fou en ocasió de la visita d'Hadrià a Atenes. Una altra atenenca que defensà el cristianisme per escrit alhora una mica més tard fou Arístides. La seva apologia fou dirigida a l'emperador Marc Aureli. Atenàgores també escrigué una apologia. Al segle ii degué existir una comunitat considerable ja de cristians a Atenes, car Higini, bisbe de Roma, es diu que escrigué una carta a aquesta comunitat l'any 139.

### Líbia
Cirene i la regió circumdant de Cirenaica del nord d'Àfrica, al sud de Grècia i de la Mediterrània, la part nord-est de la Líbia moderna, fou una colònia grega al nord d'Àfrica més endavant convertida en una província romana. A més dels grecs i dels romans, també hi havia una població jueva significativa, almenys fins a la Guerra de Kitus (115-117). D'acord amb Marc 15:21, Simó de Cirene portà la creu de Jesús. Els de Cirene també es mencionen a Fets 2:10, 6:9, 11:20, 13:1. D'acord amb l'Enciclopèdia Catòlica, Lequien menciona sis bisbes de Cirene, i segons la llegenda el primer fou Sant Lluci (Fets 13:1), Sant Teodor patí a Cirene sota les persecucions de Dioclecià.

## Imperi Romà d'Occident

### Roma

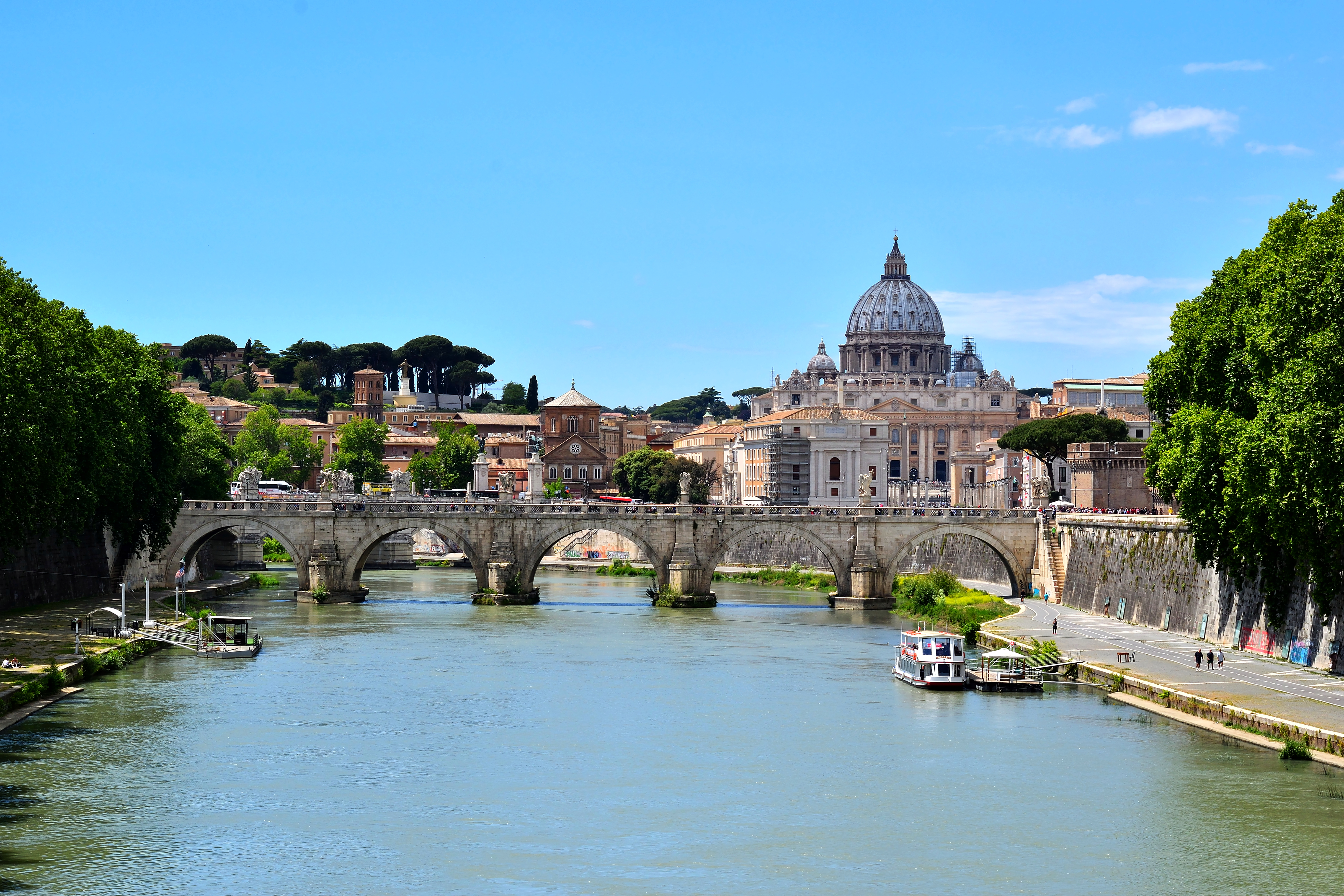
Basílica de Sant Pere, vista des del riu Tíber.

Exactament quan els cristians aparegueren per primer cop a Roma és difícil de determinar. Els Fets dels Apòstols afirmen que la parella judeocristiana Priscila i Aquil·la havia arribat recentment de Roma a Corint quan, cap a l'any 50 dC, Pau hi arribà, la qual cosa indica que la creença en Jesús a Roma havia precedit a Pau. Al segle ii Ireneu de Lió, reflectint l'antiga idea que l'Església no podia estar totalment present a qualsevol lloc sense un bisbe, registra que Pere i Pau havien estat els fundadors de l'Església de Roma i havien designat Lli com a bisbe. Els historiadors eclesiàstics consideren constantment que Pere i Pau foren martiritzats osta el regnat de Neró l'any 64 dC, després del gran incendi de Roma, per la qual cosa, segons Tàcit, Neró en culpà els cristians.
Tanmateix, mentre que l'Església de Roma ja estava florint quan Pau escrigué la seva Carta als Romans des de Corint, el 57 dC, saluda unes cinquanta persones a Roma pel seu nom, però no Pere. Tampoc no hi ha cap menció de Pere a Roma més tard durant l'estada de dos anys que Pau hi feu (Fets 28), aproximadament el 60-62. L'origen de la tradició que la Seu de Roma fou fundada com una comunitat cristiana organitzada per Pere i Pau, i que el seu episcopat es deu a ells, pot remuntar-se al segle ii amb Ireneu. Ireneu no diu que Pere o Pau fossin «bisbes» de l'Església de Roma, i alguns historiadors han qüestionat si Pere hi passà molt de temps abans del seu martiri. Oscar Cullmann rebutjà fortament l'afirmació que Pere començà la successió papal i conclogué que Pere era el cap original dels Apòstols, però no fou el fundador visible de la successió eclesiàstica visible.
La seu original del poder imperial romà aviat es convertí en un centre de l'autoritat de l'Església, cresqué en poder dècada rere dècada, i fou reconeguda durant el període dels Set Concilis Ecumènics, quan la seu del govern havia estat traslladada a Constantinoble com el Cap de l'Església.
Roma i Alexandria, que per tradició sostingueren autoritat fora de les seves províncies, encara no es coneixien com a patriarcats.
Els primers bisbes de Roma eren tots de parla grega, el més notable d'ells fou Climent I (c. 88-97), autor d'una carta a l'Església de Corint; Telèsfor (c. 126-136), probablement l'únic màrtir entre ells; Pius I (c. 141-154), mencionat al fragment de Muratori per haver estat el germà de l'autor del Pastor d'Hermes; i Anicet (c. 155-160), que rebé Policarp i discutí amb ell la data de la Pasqua. Víctor I (189-198) fou el primer escriptor eclesiàstic conegut per haver escrit en llatí; tanmateix, les seves úniques obres existents són les seves encícliques, les quals, naturalment, foren emeses en llatí i en grec.
Els texts grecs del Nou Testament foren traduïts al llatí des del començament, molt abans de Jeroni, i són denominats com la Vetus Llatina i el tipus textual occidental.
Durant el segle ii, els cristians i semi-cristians de diversos punts de vista es congregaren a Roma, en particular Marció i Valentinià, i al segle iii hi hagué cismes relacionats amb Hipòlit de Roma i Novacià.
L'església romana sobrevisqué a diverses persecucions. Entre els cristians prominents executats a conseqüència de llur negativa a realitzar actes de culte als déus romans com ordenà l'emperador Valerià el 258 hi hagué Cebrià, bisbe de Cartago. L'última i més severa de les persecucions imperials fou sota Dioclecià l'any 303; acabaren a Roma i a Occident en general amb l'ascensió de Maxenci l'any 306.

### Itàlia fora de Roma

#### Aquileia
L'antiga ciutat romana d'Aquileia, a la capçalera de la mar Adriàtica, en l'actualitat un dels principals jaciments arqueològics del nord d'Itàlia, fou un centre primerenc del cristianisme que fou fundat per Marc abans de la seva missió a Alexandria. Hom creu que Hermàgores d'Aquileia fou el seu primer bisbe.

#### Milà
Es creu que l'Església de Milà, al nord-oest d'Itàlia, fou fundada per Bernabé apòstol al segle I. Gervasi i Protasi i d'altres hi foren martiritzats de seguida. Ha mantingut durant molt de temps el seu propi ritus, conegut com el ritu ambrosià, atribuït a Ambròs, que fou bisbe del 374 al 397 i una de les figures eclesiàstiques més influents del segle iv.

#### Siracusa i Calàbria
Siracusa fou fundada per colons grecs el 734 o 733 aC, com a part de la Magna Grècia. Segons l'Enciclopèdia Catòlica, Siracusa afirma ésser la segona església fundada per Pere, després de la d'Antioquia. També afirma que Sant Pau hi predicà. En els temps de Cebrià (meitat del segle III), el cristianisme sens dubte florí a Siracusa i les catacumbes mostren clarament que així ho fou durant el segle ii. A l'altra banda de l'estret de Messina, Calàbria, a la part continental, fou probablement també un centre primerenc del cristianisme.

### Cartago
Cartago, a la província romana d'Àfrica, al sud de la Mediterrània, donà a l'església primitiva els pares llatins Tertul·lià (c. 160-220) i Cebrià. Cartago caigué sota l'islam el 698.

### Gàl·lia meridional

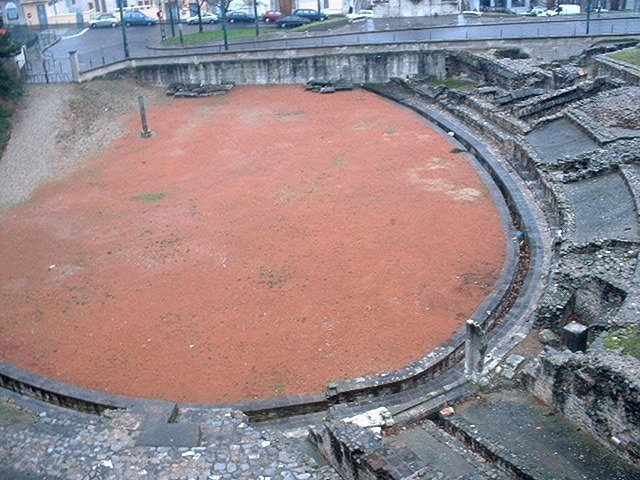
LAmphithéâtre des Trois-Gaules, a Lió. La post de l'arena és un monument a les persones que moriren durant la persecució.

La costa mediterrània de la Gàl·lia (actual França) i de la vall del Roine, llavors part de la Gàl·lia Narbonesa, foren centres primerencs del cristianisme. Les ciutats principals foren Arles, Avinyó, Vienne, Lió i Marsella (la ciutat més antiga de França). La persecució a Lió ocorregué el 177. El pare apostòlic Ireneu, a Anatòlia, fou bisbe de Lió a finals del segle ii i escrigué que Sant Potí fou el seu predecessor. El Concili d'Arles del 314 és considerat un precursor dels concilis ecumènics. La teoria efesina atribueix el ritu gal·licà a Lió.

### Salona
Salona, la capital de la província romana de Dalmàcia a la vora oriental de la mar Adriàtica, fou un centre primerenc del cristianisme i avui es troba en ruïnes a l'actual Croàcia. Segons l'Enciclopèdia Catòlica, fou on «Titus, l'allumne de Sant Pau, predicà, on els seguidors de Jesucrist vessaren llur sang com a màrtirs, i on s'hi descobriren bells exemples de basíliques i d'altres escultures cristianes primitives». Segons l'article de l'enciclopèdia sobre Dalmàcia: «Salona es convertí en el centre des del qual el cristianisme es difongué a Pannònia. Sant Andrònic fundà la seu de Syrmium i més endavant les de Síscia i Múrsia. La cruel persecució sota Dioclecià, que era un dàlmata de naixement, deixà nombroses empremtes en l'antiga Dalmàcia i Pannònia. Sant Quirí, bisbe de Síscia, morí com a màrtir el 303 dC. Sant Jeroni nasqué a Estridó, una ciutat a la frontera de Pannònia i Dalmàcia.

### Sevilla
Sevilla fou la capital de la Bètica. Segons l'Enciclopèdia Catòlica «l'origen de la diòcesi es remunta als temps apostòlics, o almenys per al primer segle. Sant Gerontius, bisbe d'Itàlica (prop de quatre milles de Sevilla), predicà a la Bètica en temps apostòlics, i sens dubte degué deixar un pastor del seu propi [bisbat] a Sevilla. És cert que l'any 303, quan les santes Justa i Rufina, les terrissaires, patiren el martiri per negar-se a adorar l'ídol Salambo, hi hagué un bisbe de Sevilla, Sabí, que assistí al Concili d'Elvira (287). Abans d'aquell moment, Marcel havia estat bisbe, segons es desprèn d'un catàleg dels antics prelats de Sevilla que es conserva al Codex Emilianensis, un manuscrit de l'any 1000. Quan Constantí portà pau a l'Església [313], Evodi era bisbe de Sevilla; es posà a reconstruir les esglésies en ruïnes, entre elles construí una església de Sant Vicenç, potser la primera catedral de Sevilla». El cristianisme primitiu també s'estengué des de la península ibèrica al sud a través de l'estret de Gibraltar a Mauritània Tingitana, destacant sobretot Marcel de Tànger, martiritzat l'any 298 dC.

### Britànnia romana
El cristianisme arribà a Britànnia al segle iii, els primers màrtirs registrats a Gran Bretanya són Albà de Verulàmium i Juli i Aaró de Caerleon, durant el regnat de Dioclecià (284-305). Gildas de Rhuys data l'arribada de la fe a finals del regnat de Tiberi (14-37), tot i que les històries que connecten amb Josep d'Arimatea, Luci de Britànnia o Fagan estan generalment considerades com falsificacions pietoses. Restitut, bisbe de Londres, és registrat com assistent al Concili d'Arles el 314, juntament amb el bisbe de Lincoln i el bisbe de York.
La cristianització s'intensificà i evolucionà en el Cristianisme cèltic després que els romans abandonessin Gran Bretanya el 410.

## Fora de l'Imperi Romà

### Armènia
Armènia esdevingué el primer país a adoptar el cristianisme com a religió d'estat, el 301, quan encara era il·legal a l'Imperi Romà. Segons la tradició de l'Església, l'Església Apostòlica Armènia fou fundada per Gregori l'Il·luminador a finals del segle iii i començaments del IV, mentre que els orígens se'n remunten a Bartomeu Apòstol i Judes Tadeu al segle I.

### Mesopotàmia i Pàrtia
Edessa, que fou ocupada per Roma entre el 116 i el 118 i el 212 i el 214, però era sobretot un regne client associat sia amb Roma o amb Pèrsia, fou una important ciutat cristiana. Poc després del 201 o fins i tot abans, la casa reial es convertí al cristianisme.
Edessa (avui dia Sanliurfa), al nord-oest de Mesopotàmia, era des dels temps apostòlics el centre principal del cristianisme de parla siríaca, capital d'un regne independent des del 132 aC fins al 216 dC, quan es convertí en tributari de Roma. Cèlebre com un important centre de la cultura greco-siriana, Edessa també destacà per la seva comunitat jueva, amb prosèlits de la família reial. Estratègicament situada a les principals rutes comercials del Creixent Fèrtil, era fàcilment accessible des d'Antioquia, on s'inaugurà la missió als gentils. Quan els primers cristians havien estat escampats a causa de la persecució, alguns trobaren refugi a Edessa. Així doncs, l'Església d'Edessa es remunta a l'era apostòlica (la qual cosa pot explicar el seu creixement tan ràpid), i el cristianisme àdhuc arribà a ser religió d'estat durant un temps.
L'Església d'Orient tingué els seus inicis en una data molt primerenca a la zona entre Pàrtia i l'Imperi Romà a l'Alta Mesopotàmia, coneguda com l'Església Assíria d'Orient. Les vicissituds del seu creixement més endavant estaven arrelades en la seva condició de minoria en una situació de tensió internacional. Els governants de Pàrtia (250 aC - 226 dC) eren de tota tolerància en esperit, i amb les religions més antigues de Babilònia i Assíria en un estat de decadència, havia arribat el moment per a una fe nova i vital. Els governants de l'Imperi Sassànida (226-640) també varen seguir una política de tolerància religiosa, en un començament, encara que més endavant es donà als cristians el mateix estatus d'una raça sotmesa. Tanmateix, aquests governants també alenaren el renaixement de l'antiga fe dualista persa del zoroastrisme, i s'establí com religió d'estat, amb el resultat que els cristians foren sotmesos cada cop més a mesures repressives. Això no obstant, no fou fins que el cristianisme esdevingué religió d'estat a l'oest (380) que l'enemistat envers Roma se centrà en els cristians orientals. Després de la conquesta musulmana al segle vii, el califat tolerava les altres religions, però prohibí el proselitisme i els cristians foren sotmesos a forts impostos.
El missioner Addai evangelitzà Mesopotàmia cap a la meitat del segle ii. Una antiga llegenda registrada per Eusebi descriu com el rei Abgar V d'Edessa es comunicà amb Jesús, demanat-li que vingués i el sanés, a qui suplicà rebre una resposta. Hom diu que després de la resurrecció, Tomàs envià Addai al rei, amb la conseqüència que la ciutat fou guanyada a la fe cristiana. En aquesta missió fou acompanyat per un deixeble, Mari, i tots dos són considerats com cofundadors de l'Església, d'acord amb la Litúrgia d'Addai i Mari, que segueix essent la litúrgia comuna de l'església assíria. La Doctrina d'Addai afirma a més a més que Tomàs fou considerat com un apòstol de l'Església, i sempre guardava una carta escrita per ell des de l'Índia.
Addai, que es convertí en el primer bisbe d'Edessa, fou succeït per Aggai, després per Palut, que fou ordenat el 200 dC per Serapió d'Antioquia. D'allà arribà a nosaltres al segle ii la famosa Peixitta, o la traducció siríaca de l'Antic Testament; a més a més, el Diatessaron de Tatià, que fou compilat aproximadament el 172 dC i d'ús comú fins a Rabbula, bisbe d'Edessa (412-435), en prohibí l'ús. Aquesta disposició dels quatre Evangelis Canònics com una narració contínua, la llengua original dels quals pogué haver estat el siríac, grec o fins i tot el llatí, circulà àmpliament per les esglésies de parla siríaca.
Un concili cristià se celebrà a Edessa el 197 dC. El 201 dC la ciutat fou devastada per una gran inundació, i l'església cristiana fou destruïda. El 232 dC les relíquies de Tomàs apòstol foren portades des de l'Índia. Sota la dominació romana molts màrtirs patiren a Edessa: Scharbîl i Barsamya, amb Deci; Gurja, Schâmòna, Habib i d'altres amb Dioclecià. Mentrestant, els sacerdots cristians d'Edessa havien evangelitzat la Mesopotàmia Oriental i Pèrsia, i establiren les primeres esglésies al regne dels sassànides. Atillâtiâ, bisbe d'Edessa, assistí al Primer Concili de Nicea (325).

### Pèrsia i Àsia central
A la segona meitat del segle ii, el cristianisme s'havia estès a l'est al llarg de l'Imperi Mede, Pèrsia, Pàrtia i Bactriana. Els vint bisbes i molts preveres eren més de l'orde de missioners itinerants, passant d'un lloc a l'altre com Pau i subministrant llurs necessitats amb ocupacions tals com el comerç o l'artesania. El 280 dC la metròpoli de Selèucia assumí el títol de «Catholicos» i l'any 424 un concili de l'Església de Selèucia escollí el primer patriarca de tenir jurisdicció sobre tota l'Església d'Orient, incloent-hi l'Índia i Ceilan (Sri Lanka). La seu del patriarcat es fixà a Selèucia-Ctesifont, atès que era un punt important en les rutes comercials entre Orient i Occident que s'estenia tant a l'Índia i la Xina, Java i el Japó. Així doncs, el desplaçament de l'autoritat eclesiàstica estava lluny d'Edessa, que l'any 216 s'havia convertit en tributària de Roma. L'establiment d'un patriarcat independent amb nou metròpolis subordinades contribuí a una actitud més favorable per al govern persa, que ja no havia de témer una aliança eclesiàstica amb l'enemic comú: Roma.
En el moment en què Edessa s'incorporà a l'Imperi Persa el 258, la ciutat d'Arbela, situada al Tigris, havia adquirit cada cop més el paper que Edessa havia jugat durant els primers anys, com un centre des del qual el cristianisme s'estengué a la resta de l'imperi.
Bardaisan (c. 196) parla dels cristians al llarg de Mede, Pàrtia i Bactriana (actual Afganistan) i, segons Tertul·lià, ja hi havia una sèrie de bisbats a l'Imperi Persa cap al 220 dC. En 315, el obispo de Seleucia-Ctesifonte había asumido el título de «Catholicos». El 315 dC, el bisbe de Selèucia-Ctesifont havia assumit el títol de «Catholicos». Aleshores, ni Edessa ni Arbela eren el centre de l'Església d'Orient ja; l'autoritat eclesiàstica s'havia mogut cap a l'est, fins al cor de l'Imperi Persa. Les ciutats unides de Selèucia-Ctesifont, molt ben situades a les principals rutes comercials entre Orient i Occident, esdevingueren, en paraules de John Stewart, en «un magnífic centre per a l'església missionera que entrava en la seva gran tasca de portar l'Evangeli a l'Extrem Orient».
Quan Constantí es convertí al cristianisme, i l'Imperi Romà, que era prèviament violent contra el cristianisme, es convertí també a la fe, l'Imperi Persa, sospitant un nou enemic intern, es convertí en un fervent imperi anti-cristià. En pocs anys, Sapur II (309-379) inaugurà vint-i-cinc anys de persecució de l'Església amb l'assassinat de Mar Shimun, el Catholicos de Selèucia-Ctesifont, cinc bisbes i 100 sacerdots Divendres Sant del 344 dC, després que el patriarca es negà a cobrar un impost doble dels cristians per ajudar a l'esforç de la guerra de Pèrsia contra Roma.